# Maxime Castell
Pas d'image ? Cliquez ici

a Compétitions nationales et continentales officielles uniquement.

Dernière mise à jour le 2 août 2010.
Maxime Castell, né le 23 novembre 1987, est un joueur français de rugby à XV évoluant au poste de demi de mêlée.